# 小行星8031
小行星8031（英語：8031 Williamdana）是一颗围绕太阳公转的小行星。1992年3月7日，上田清二、金田宏在钏路市发现了此天体。
这颗小行星的绝对星等为115.8571500057593等。